# Elezioni europee del 2009 in Danimarca
Le elezioni europee del 2009 in Danimarca si sono tenute il 6 giugno.

## Risultati
| Liste  | Liste                              | Gruppo    | Voti      | %     | Seggi |
| ------ | ---------------------------------- | --------- | --------- | ----- | ----- |
|        | Socialdemocratici (A)              | S&D       | 503.439   | 21,49 | 4     |
|        | Venstre (V)                        | ALDE      | 474.041   | 20,24 | 3     |
|        | Partito Popolare Socialista (SF)   | Verdi/ALE | 371.603   | 15,87 | 2     |
|        | Partito Popolare Danese (DF)       | EFD       | 357.942   | 15,28 | 2     |
|        | Partito Popolare Conservatore (KF) | PPE       | 297.199   | 12,69 | 1     |
|        | Movimento Popolare contro l'UE (N) | GUE/NGL   | 168.555   | 7,20  | 1     |
|        | Sinistra Radicale (RV)             | -         | 100.094   | 4,27  | -     |
|        | Movimento di Giugno                | -         | 55.459    | 2,37  | -     |
|        | Alleanza Liberale                  | -         | 13.796    | 0,59  | -     |
| Totale | Totale                             | Totale    | 2.342.128 |       | 13    |